# PL/1
PL/1, acrónimo de Programming Language 1 (Lenguaje de Programación 1), fue propuesto por IBM hacia 1970 para responder simultáneamente a las necesidades de las aplicaciones científicas y comerciales, disponible en las novedosas plataformas de utilidad general IBM 360 y más adelante IBM 370.
Este lenguaje tenía muchas de las características que más adelante adoptaría el lenguaje C y algunas de C++. Por desgracia, IBM registra el nombre del lenguaje como forma de mantener control sobre su desarrollo, lo que disuadió a otras empresas de dar ese nombre a sus implementaciones. No siendo posible encontrar un único lenguaje para diversas plataformas, los potenciales usuarios del lenguaje prefirieron no adoptarlo a pesar de sus múltiples innovaciones, que incluían multiprocesamiento, recursión, estructuras de control modernas, facilidades para la puesta a punto, asignación dinámica de espacio para estructuras de datos, procedimientos genéricos, etc.
Sin embargo, dentro de los usuarios de IBM, el lenguaje se utilizó con bastante intensidad, y el proyecto Multics utilizó PL/1 como lenguaje de desarrollo para su sistema de operación. 
PL/1 fue probablemente el primer lenguaje comercial cuyo compilador estaba escrito en el lenguaje que compilaba.

## Ejemplos de código
Hola Mundo.
```
 
Test
:
 
procedure
 
options
(
main
)
;

 

   
declare
 
My_String
 
char
(
20
)
 
varying
 
initialize
(
'Hola, mundo!'
)
;

    

   
put
 
skip
 
list
(
My_String
)
;

   

 
end
 
Test
;

```

Mostrar la posición de las líneas que coinciden con un patrón.
```
/* Lee una línea que contiene una cadena

/* y luego imprime cada línea sucesiva que contiene dicha cadena. */

find_strings
:
 
procedure
 
options
 
(
main
)
;

   
declare
 
pattern
 
character
 
(
100
)
 
varying
;

   
declare
 
line
    
character
 
(
100
)
 
varying
;

   
declare
 
(
line_no
,
 
end_file
)
 
fixed
 
binary
;

   
end_file
 
=
 
0
;

   
on
 
endfile
 
(
sysin
)
 
end_file
 
=
 
1
;

   
get
 
edit
 
(
pattern
)
 
(
L
)
;

   
line_no
 
=
 
1
;

   
do
 
while
 
(
end_file
 
=
 
0
)
;

      
get
 
edit
 
(
line
)
 
(
L
)
;

      
if
 
index
(
line
,
 
pattern
)
 
>
 
0
 
then

         
put
 
skip
 
list
 
(
line_no
,
 
line
)
;

      
line_no
 
=
 
line_no
 
+
 
1
;

   
end
;

end
 
find_strings
;

```

## Estándar
- ANSI X3.74-1987 (R1998) Title: Information Systems - Programming Language - PL/I General-Purpose Subset